# Петя и волк (мультфильм, 1946)
Петя и волк (англ. Peter and the Wolf) — мультипликационный фильм студии, снятый Walt Disney Productions и выпущенный в прокат RKO Radio Pictures 15 августа 1946 года. Основан на одноимённой сказке Сергея Прокофьева «Петя и волк» (1936).
Первоначально он был выпущен, как часть другого мультипликационного фильма «Сыграй мою музыку».

## Сюжет
Молодой Петя решает отправиться на охоту на волка, бродившего по деревне, и поймать его. По пути к нему присоединяются его друзья — птичка Саша, утка Соня и кот Иван. Однако все веселье заканчивается, когда появляется волк.

## Отличия от оригинала
Эта версия вносит несколько изменений в первоисточник, например:
- Во время знакомства с персонажами животным дают имена: певчая птица «Саша», утка «Соня» и кот «Иван». При этом в оригинале Птичка и Кошка женского пола, а в мультфильме - мужского.
- В начале мультфильма Петя и его друзья уже знают, что поблизости есть волк, и готовятся его поймать.
- Охотники получают имена позже в повествовании: «Миша», «Яша» и «Владимир» (рассказчик уточняет: «Яша - тот, что в середине»). При этом Миша и Владимир очень похожи друг на друга, а Яша, судя по его росту, карлик. В оригинале же об этом, как и о количестве охотников, не упоминается.
- Саша, возможно, умеет читать и писать: чтобы позвать на помощь охотников, он пишет на снегу печатными буквами слово «Wolf» (волк). В оригинале о подобных навыках Птички ничего не говорится.
- Петя мечтает об охоте и поимке волка и выходит из сада с деревянным ружьем, чтобы охотиться на волка.
- В конце, полностью переворачивая оригинал (и чтобы сделать историю более понятной для детей), выясняется, что утка, Соня, не была съедена волком (показано, как волк преследует Соню, которая прячется в дупле старого дерева. Волк нападает вне поля зрения и возвращается в поле зрения с перьями Сони во рту и облизывая свои челюсти с видимым удовлетворением. Петя, Иван и Саша предположили, что Соню съели. После того, как волк пойман, охотники, Петя и Иван отправляются вместе с ним в деревню, где все весело празднуют, а Саша оплакивает Соню. В этот момент она выходит из ствола дерева, и они счастливо воссоединяются, после чего бегут в деревню, чтобы присоединиться к празднованию поимки волка).

## Озвучивание
- Стерлинг Холлоуэй — Рассказчик
- Джимми Макдональд — Волк

## Создатели
- Режиссёр: Клайд Джероними
- Сценаристы: Дик Хьюмер, Эрик Гёрни
- Продюсер: Уолт Дисней
- Композитор: Эдвард Х. Пламб
- Аниматоры: Олли Джонстон, Уорд Кимбалл, Джон Лаунсбери, Клод Коутс, Хью Хеннеси, Эрик Ларсон, Чарльз Филиппи, Джордж Роули
- Дирижёр: Курт Граунке
- Раскадровка: Фрэнк Тэшлин

## Выпуск
- США — 15 августа 1946 года.
- США (повторный выпуск) — 14 сентября 1955 года.
- Япония — 15 января 1958 года.

## Названия
- Оригинальное — Peter and the Wolf
- Аргентина — Pedro y el lobo
- Бразилия — Pedro e o Lobo
- Венгерская Народная Республика — Péter és a farkas
- Германия — Peter und der Wolf
- Испания — Pedro y el lobo
- Италия — Pierino e il Lupo
- Польская Народная Республика — Piotrus i wilk
- СССР — Петя и волк
- США — Peter and the Wolf
- Уругвай — Pedro y el lobo
- Франция — Pierre et le Loup
- Швеция — Peter och vargen
- Япония — ピーターと狼